# Орлов, Виктор Владимирович (физик)
Ви́ктор Влади́мирович Орло́в (14 января 1930, Москва — 29 августа 2024) — советский и российский физик-ядерщик, специалист в области физики и техники ядерных реакторов деления и управляемого термоядерного синтеза. Доктор физико-математических наук, профессор. Заслуженный деятель науки Российской Федерации (2005). Лауреат Ленинской (1982) и Государственной (1970) премий СССР.

## Биография
Окончил МГУ (1952) по специальности теоретическая физика. Защитил кандидатскую (1958) и докторскую (1964) диссертации.
С 1953 по 1975 год работал в Физико-энергетическом институте, достиг должности руководителя отделения.
С 1976 по 1988 год начальник отдела в Институте атомной энергии (ИАЭ) имени И. В. Курчатова.
С 1988 года возглавлял направление перспективных НИОКР в Научно-исследовательском и конструкторском институте энерготехники (НИКИЭТ имени Н. А. Доллежаля), ныне его научный руководитель-координатор тематики БРЕСТ, член диссовета института. Одновременно заместитель директора Института инновационной энергетики Курчатовского института и профессор МИФИ. Член НТС № 1 по направлению «Ядерные энергетические установки и атомные станции» Научно-технического совета Госкорпорации «Росатом» и научного совета «Технологии атомной и водородной энергетики, возобновляемых источников энергии» Международной академии технологических наук.
Под его началом защищено более 20 кандидатских и докторских диссертаций.
Академик Российской академии естественных наук. В 1984 году являлся кандидатом в члены-корреспонденты АН СССР. В 2017 году вошёл в шорт-лист (топ-10) премии Глобальная энергия. Выдающимся физиком называет В. В. Орлова Е. О. Адамов.
Умер 29 августа 2024 года в возрасте 94 лет.
Был женат, имел двоих детей.
Автор более 250 научных работ, 10 изобретений и патентов.